# Církvice (ort i Tjeckien, lat 49,91, long 15,02)
Církvice är en ort i Tjeckien.   Den ligger i regionen Mellersta Böhmen, i den centrala delen av landet, 50 km öster om huvudstaden Prag. Církvice ligger 386 meter över havet och antalet invånare är 133.
Terrängen runt Církvice är lite kuperad. Runt Církvice är det ganska tätbefolkat, med 100 invånare per kvadratkilometer. Närmaste större samhälle är Kolín, 18,7 km nordost om Církvice. Trakten runt Církvice består till största delen av jordbruksmark.